# Todd Howard
Todd Howard (Macungie, Pennsylvania, 25 april 1971) is een Amerikaanse ontwerper, regisseur en producent van computerspellen. Hij heeft enkele van de meest succesvolle spellen gecreëerd door het gebruiken van baanbrekende openwereldfuncties. Hij is spelregisseur en uitvoerend producent bij Bethesda Softworks, waar hij de ontwikkeling van Fallout 3 en de The Elder Scrolls-serie leidde. Hij kreeg van GamePro magazine een plaats in de Top 20 meest invloedrijke mensen in de videospelindustrie van de afgelopen 20 jaar. Hij is ook een van IGN's Top Game Creators aller tijden.

## Jeugd en studie
Howard werd geboren in Lower Macungie Township, Pennsylvania. In 1989 studeerde hij af aan de High School in Emmaus, aldaar. In 1993 rondde hij ook zijn opleiding aan de College of William & Mary in Williamsburg, Virginia, succesvol af.

## Bethesda Softworks
Howard sloot zich op 24-jarige leeftijd aan bij het team van Bethesda Softworks en kreeg al snel een aantal grote projecten toebedeeld. Zo kon hij na een jaar aan de slag als producent en ontwikkelaar van The Terminator: Future Shock (1995) en Skynet (1996). Twee jaar later promoveerde hij tot projectleider en ontwerper van The Elder Scrolls Adventures: Redguard (1998) en The Elder Scrolls III: Morrowind (2002). Toen hij twaalf jaar in dienst was bij Bethesda werd het spel The Elder Scrolls IV: Oblivion, waar hij projectleider van was, verkozen tot Spel van het Jaar 2006. Hierna was hij Game Director en Executive Producer van Fallout 3, dat ook verkozen werd tot Spel van het Jaar. Ditmaal in 2008. Hij was wederom Game Director voor het vervolg van The Elder Scrolls IV: Oblivion, namelijk The Elder Scrolls V: Skyrim. Het spel werd uitgebracht in november 2011. Verschillende recensenten noemden dit een van de beste games ooit gemaakt. Op 3 juni 2015, tijdens de E3 presentatie van Bethesda, werd bekendgemaakt dat Fallout 4 op 10 november 2015 in de winkels zou liggen.  Howard was ook Game Director voor Fallout 4.
Howard is een spreker op game-evenementen, zoals E3. Zijn games werden aanbevolen in verschillende televisieprogramma's en op voorpagina's van allerlei tijdschriften wereldwijd.
Ook is hij bekend als een goede vriend van Notch (Markus Persson, oprichter van Mojang, het bedrijf achter onder meer Minecraft). Na een rechtszaak tussen de advocaten van Zenimax Studios (de eigenaren van Bethesda) en Mojang om de titel van Mojang's project Scrolls (dat volgens de advocaten conflicteerde met The Elder Scrolls), stopte Howard een kleine verwijzing naar Notch in Skyrim, de zogenaamde Notched Pickaxe.